# Corneille de Lyon

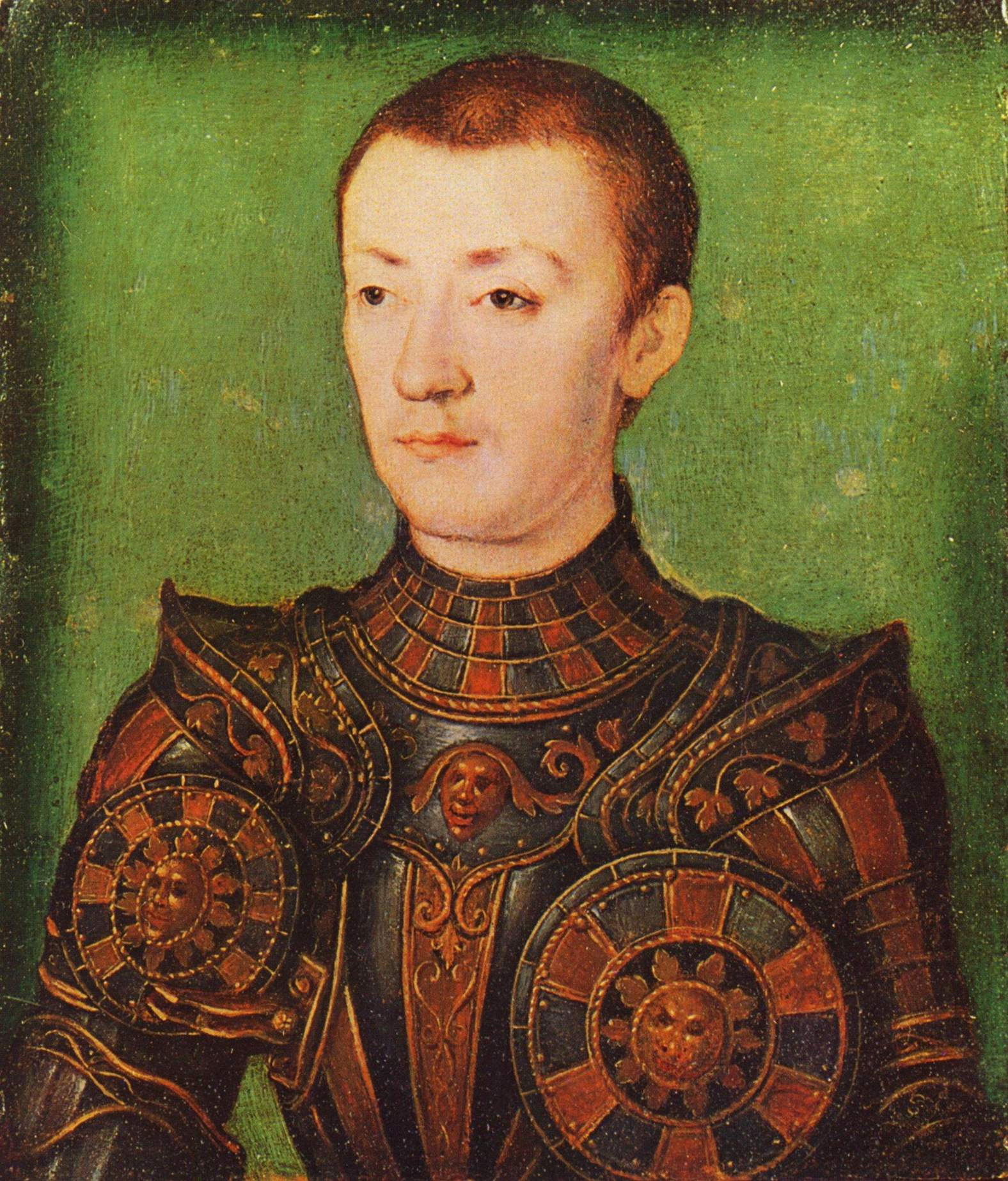
Retrato de Enrique II de Francia, h. 1536 (Galería Estense de Módena)

Corneille de Lyon (La Haya, c. 1500-1510 - Lyon, 1575 ) fue un pintor francés de origen holandés. En Francia y en los Países Bajos aún es conocido como Corneille de La Haye (Corneille de La Haya), nombre tomado de su lugar de nacimiento.

## Biografía
Se sabe poco de su vida, la cual los expertos la reconstruyen a partir de diversos documentos que lo mencionan. De hecho, hasta el siglo XIX Corneille de Lyon no era reconocido como una personalidad artística individual por la historia del arte. 
Nació en La Haya, y por el estilo de sus cuadros y su técnica al óleo, se cree que se debió formar en los Países Bajos. Estuvo activo desde 1533 hasta su muerte en Lyon (Francia), ciudad donde permaneció gran parte de su vida. La primera mención documental que hay de él lo sitúa en Lyon en 1534; ese año lo visitó el poeta Jean Second. En 1541 fue nombrado pintor oficial del delfín. Se naturalizó francés en 1547, apareciendo documentado La Haya como su lugar de nacimiento. Fue mayordomo del rey, título que aparece en 1551. En 1564 fue visitado por Catalina de Médicis en Lyon. La última vez que se le menciona en los documentos es del 30 de marzo de 1574, apareciendo como pintor y ayuda de cámara del rey («Peintre et Valet de Chambre du Roi»); murió poco después, constando su entierro el 8 de noviembre de 1575. 
Debió ser un pintor que estuvo muy de moda, pues se mencionan numerosas copias de sus cuadros. En su taller trabajaron también su hijo y su hija, destacando la fama de esta última como pintora. Influyó en otros artistas, como el llamado «Maestro de Rieux-Châteauneuf».

## Estilo
Se reputan obra de Corneille de La Haya una serie de retratos en busto del mismo estilo. Los personajes retratados eran miembros de las clases altas francesas. Sirve de referencia fundamental a la hora de identificarlos el retrato de Pierre Aymeric (Museo del Louvre), en cuyo reverso está escrito que fue pintado en 1533 por Corneille de La Haya. La reconstrucción de su obra se debe, sobre todo, al estudioso H. Bouchot, a partir de una serie de obras que estaban en la llamada «colección Roger de Gaignières» (1642-1715), vendida en 1715 por encargo del rey.
Los retratos de Corneille son casi miniaturas a escala, por la minuciosidad con la que están trabajados y su estilo refinado. Su tamaño va desde una postal hasta 20 por 25 cm. Corneille trabajó al óleo sobre paneles de madera. Las áreas con carnaciones son tratadas muy finamente, mientras que los fondos verdosos (o azules) se pintan más espesos. Se observan semejanzas con la obra de Hans Holbein, lo que apunta al uso de marcos de calco por parte de ambos pintores. 
El Museo del Louvre, en París, y el Museo Metropolitano de Arte de Nueva York son dos buenos lugares para estudiar su obra. El Museo de Bellas Artes de Boston tiene dos ejemplos buenos, pero rara vez forman parte de la colección expuesta.

## Obras
Son todo retratos en busto. No existe certeza suficiente de su autoría sobre ningún dibujo.
- Pierre Aymeric, mercader de Saint-Flour, 1533, Museo del Louvre
- Retrato de mujer, 1530-40, Museo del Hermitage, San Petersburgo
- Retrato de Gabrielle de Rochechouart, h. 1574, Museo Condé, Chantilly
- La Señora de Lansac, Chantilly
- Charles de la Rochefoucauld, conde de Randan, Museo del Louvre
- Charles de Cossé Brissac, Museo Metropolitano de Arte, Nueva York
- Presunto retrato de Clément Marot, Museo del Louvre
- Retrato del delfín Enrique II de Francia, Galería Estense de Módena
- Retrato de Robert IV de la Marck, duque de Bouillon, h. 1550, Museo Thyssen-Bornemisza de Madrid